# برايان ماكليستر
برايان ماكليستر (بالإنجليزية: Brian McAllister)‏ (30 نوفمبر 1970 بغلاسكو في المملكة المتحدة - ) هو لاعب كرة قدم بريطاني في مركز الدفاع. شارك مع منتخب اسكتلندا لكرة القدم. أما مع النوادي، فقد لعب مع نادي بليموث أرجايل ونادي كرو ألكساندرا ونادي ويمبلدون وNapier City Rovers FC ‏.

## وصلات خارجية
- برايان ماكليستر على موقع الاتحاد الدولي (مؤرشف)  (الإنجليزية)
- برايان ماكليستر على موقع الاتحاد الإسكتلندي (الإنجليزية)
- برايان ماكليستر على موقع قاعدة بيانات كرة القدم.إي يو (الإنجليزية)
- برايان ماكليستر على موقع Soccerbase.com (لاعب) (الإنجليزية)
- برايان ماكليستر على موقع عالم كرة القدم.نت (الإنجليزية)